# تجريباكور
تجريباكور هي بلدة في مقاطعة ترمذ في ولاية صرخنداريا في أوزبكستان.